# 巴頓 (馬里蘭州)
巴顿（英語：Barton）是美國馬里蘭州阿利根尼縣沿乔治溪谷的一個镇，是坎伯兰，MD-WV大都会统计区的一部分。 2010年人口普查时的人口为457人。